# Calle Sorda
La calle Sorda es una vía pública de la ciudad española de Sevilla.

## Descripción
La vía discurre desde la calle Macasta hasta Fray Diego de Cádiz, donde conecta con calle Antonio Sáenz. Aparece descrita en la Noticia histórica del origen de los nombres de las calles de esta ciudad de Sevilla (1839) de Félix González de León con las siguientes palabras:

Calle de la Sorda. Està en el cuartel D. y en la parroquia de san Gil. No se su origen, nada hay que observar. Pasa de la calle de Macasta, á calle Rubios.
(González de León, 1839, pp. 432-433)